# Alina Bercu
Alina Bercu có tên đầy đủ là Alina Elena Bercu (phiên âm tiếng Romania: /a-li-na ê-lê-na bêc-ku/, tiếng Anh: /əˈlinə ˈɛlənə bikju/) là một trong những nữ nghệ sĩ dương cầm nổi tiếng nhất hiện nay của Romania và có tiếng trên Thế giới.
Alina thường được nhắc đến trong giới nghệ thuật vì đã biểu diễn thành công các nhạc phẩm cổ điển nổi tiếng dưới dạng độc tấu dương cầm hoặc hòa tấu dương cầm ở nhiều quốc gia. Alina còn được nhắc đến vì đã được các giải thưởng danh giá như giải nhất tại Cuộc thi Piano Quốc tế Clara Haskil năm 2007 và tại cuộc thi dương cầm Cincinnati (là thi biểu diễn dương cầm Thế giới).

## Tiểu sử
Alina sinh ngày 9 tháng 2 năm 1990 ở Câmpina của Romania. Cô chính thức bắt đầu học dương cầm từ năm 7 tuổi với giáo viên là Magdalena Toma. Năm lên 9 tuổi, gia đình đồng ý cho cô theo sự nghiệp âm nhạc, nên Alina đã định cư ở Brașov thuộc Transylvania để học âm nhạc tại Khoa Âm nhạc của Đại học Transilvania, trong lớp của giáo sư nổi tiếng Stela Drăgulin. Ở đây, chỉ sau khi nhập học ít lâu, Alina đã công diễn độc tấu dương cầm trên sân khấu hòa nhạc thành phố khi mới 9 tuổi.
Năm 2006, khi mới 16 tuổi, Alina Bercu được nhận vào Đại học Âm nhạc "Franz Liszt" ở Weimar thuộc bang Thüringen (Đức), trong lớp của Giáo sư Grigory Gruzman. Đồng thời, theo học chương trình trung học phổ thông tại Đại học Quốc gia Andrei Șaguna ở Brașov (khoá 2006-2009).
Đến khoảng mùa thu năm 2011, Alina theo học Thạc sĩ tại Đại học Âm nhạc ở Nuremberg dưới sự hướng dẫn của Giáo sư Wolfgang Manz.
Sau đó, Alina đã tham gia nhiều lớp học về Nghệ thuật do các nhạc sĩ nổi tiếng như: Karl-Heinz Kämmerling, Leslie Howard, Andras Schiff, Menachem Pressler, Lory Walfish, Rudolf Buchbinder giảng dạy.

## Thi và giải thưởng
- Ngày 27 tháng 5 năm 2011, tại Ý - Alina Bercu và Dragos Manza hòa tấu DUO ENESCU giải 3, Giải đặc biệt Sáng kiến Trung Âu (CEI) và Giải thưởng trẻ 2011 tại Cuộc thi quốc tế lần thứ 12 dành cho các đoàn nhạc thính phòng "Premio Trio di Trieste".[7]
- Ngày 11 tháng 9 năm 2007, tại Vevey ở Thụy Sĩ - vào được vòng chung kết tại Cuộc thi Piano Quốc tế Clara Haskil lần thứ 22.[8]
- Ngày 28 tháng 5 năm 2007, tại Calabria ở Ý - Giải 3 Cuộc thi Piano Quốc tế lần thứ 17 A.M.A. Calabria.
- Ngày 12 tháng 5 năm 2006, tại Viên ở Áo - Giải nhất cuộc thi nhạc sĩ trẻ Eurovision lần thứ 13 năm 2006.[9]
- Ngày 19 tháng 1 năm 2006, tại Bucharest - Đài truyền hình Romania, giải nhất Cuộc thi quốc gia dành cho "Nhạc sĩ trẻ Eurovision 2006", giải "Người chiến thắng" đại diện cho Romania trong Cuộc thi châu Âu "Cuộc thi nhạc sĩ trẻ Eurovision 2006".
- Ngày 2 tháng 11 năm 2002, tại Hamburg ở Đức - Tham gia cuộc thi Piano Quốc tế "Steinway & Sons", đạt giải Nhất do Ban Giám khảo trao tặng và giải khán giả ưa thích nhất.
- Ngày 4 tháng 7 năm 2004, tại Cincinnati thuộc Ohio, Hoa Kỳ: Giải nhất "Cuộc thi Piano Thế giới năm 2004" cho phần "solo", Giải nhất cho phần hoà tấu dương cầm (piano concerto), huy chương Vàng & Người chiến thắng Giải thưởng lớn.